# Liste der Monuments historiques in Ettendorf
Die Liste der Monuments historiques in Ettendorf führt die Monuments historiques in der französischen Gemeinde Ettendorf auf.

## Liste der Bauwerke
| Bezeichnung        | Beschreibung    | Standort                             | Kennzeichnung | Schutzstatus | Datum | Bild           |
| ------------------ | --------------- | ------------------------------------ | ------------- | ------------ | ----- | -------------- |
| Friedhofskreuz     | Sandstein, 1762 | auf dem christlichen Friedhof (Lage) | PA00084710    | Inscrit      | 1937  |                |
| Jüdischer Friedhof | 1550 angelegt   | nördlich des Ortes (Lage)            | PA00135143    | Inscrit      | 1995  | weitere Bilder |